# AS-90
L'AS-90 (Artillery System 1990) è un semovente d'artiglieria impiegato fino al 2025 dal British Army, all'interno del quale è ufficialmente designato Gun Equipment 155 mm L131, e dal 2023 dall'Ucraina. È stato in servizio con 5 reggimenti della Royal Artillery, presso i quali ha sostituito i semoventi FV433 da 105 mm, M109 da 155 mm ed il 155 mm FH-70 trainato, ed è stato sostituito temporaneamente dall'Archer Artillery System e sul lungo periodo dall'RCH 155.

## Sviluppo
Lo sviluppo dell'AS-90 iniziò a metà degli anni 1980 come private venture dalla Vickers Shipbuilding and Engineering (VSEL) in vista del fallimento del progetto trinazionale SP-70 per un semovente europeo (su modello di quanto fatto per il modello trainato FH-70). Quando questo fallimento puntualmente si verificò, il ministero della difesa britannico emise una specifica per un nuovo semovente da 155 mm. Furono presentati quattro progetti, tra i quali il Paladin, una versione aggiornata dell'M109. L'AS-90 si rivelò l'unico progetto innovativo ad un avanzato stato di sviluppo e venne quindi scelto.
Fu prodotto dal 1992 al 1995 dalla VSEL (confluita nel 1999 nella BAE Systems) in 179 esemplari per un costo complessivo di 300 milioni di sterline. Il primo esemplare fu consegnato nel 1993. Nel 2008-2009 i mezzi sono stati sottoposti ad un programma di aggiornamento, che ha riguardato in particolare la componente elettronica.
Tra il 2006 ed il 2009 il ministero intraprese studi per modificare il 4.5 in Mark 8, che costituisce l'armamento artiglieresco primario delle navi maggiori della Royal Navy, installando la canna da 155 mm e la culatta dell'AS-90. Oltre alla semplificazione logistica di un comune calibro tra marina ed esercito, questa modifica avrebbe incoraggiato lo sviluppo di una comune munizione guidata a lunga gittata.

## Tecnica
Nel 1963 alcune nazioni della NATO, tra le quali il Regno Unito, avevano concordato un memorandum d'intesa per la standardidazione del cannone da 155 su canne della lunghezza di 39 calibri e per l'adozione di un proiettile comune basato sul proiettile assistito a razzo M549 statunitense. L'AS-90 utilizza una canna lunga 39 calibri che spara il proiettile L15 non assistito ad una distanza di 24,7 km. La culatta utilizza un blocco di chiusura scorrevole con otturatore Crossley, invece del più consueto otturatore a vite, per consentire l'uso di cariche a sacchetto invece che di cartocci proietto con bossolo metallico. Il meccanismo di culatta è provvisto di un serbatoio con 18 inneschi.
Il semovente è dotato di una auxiliary power unit per evitare di dover tenere in funzione il motore principale per mantenere in carica le batterie mentre il pezzo è in batteria; tutti i servizi sono completamente elettrici, dall'elevazione del pezzo e la rotazione della torretta, fino ai meccanismi di trasferimento dei proietti.
Il veicolo è dotato di un sistema di navigazione autonomo e di un sistema di puntamento elettronico (dinamic reference unit, DRU). Tutte le principali funzioni della torretta sono gestite da un computer di controllo della torretta (turret control computer, TCC), con display e comandi a disposizione del capocarro, del caricatore e del puntatore, con unità per il No 1 (Detachment Commander), No 2 (loader) e No 3 (layer). Ogni pezzo è dotato di un radar per la misurazione della velocità alla volata. La canna può essere bloccata e sbloccata sulla rizza direttamente dall'interno del veicolo, consentendo la messa in batteria in meno di 1 minuto.

## Varianti
- AS-90D: versione ottimizzata per l'ambiente desertico. Sistema di condizionamento e di raffreddamento del motore potenziati; cingoli ottimizzati per i terreni sabbiosi.
- AS-90 Bravehearth: nel 2002 a BAE Systems fu assegnato un contratto per l'aggiornamento di 96 AS-90 del British Army con una canna da 52 calibri, con gittata di 30 km per proietti non assistiti e di 60–80 km per proietti razzo-assistiti. Tuttavia, a causa dell'incapacità delle cariche bimodulari della sudafricana Somchem di soddisfare i requisiti di insensibilità degli esplosivi, tutto il progetto è stato abbandonato[4].
- Haubicoarmata "Krab": (obice-cannone "Granchio" in polacco) torretta AS-90 prodotta su licenza montata su scafo cingolato UPG polacco. L'integrazione è stata sviluppata in Polonia da Huta Stalowa Wola e WB Electronics. Accettato nel 2007 dalle forze armate polacche, dal 2008 è entrato in produzione il primo lotto di 24 Krab su un totale di 72 previsti[5].